# Paul R. Fantz
Paul R. Fantz (n. 1941), es un botánico estadounidense. Fue Ph.D. en 1977 en la Universidad de Florida.
Es profesor en la Universidad de Carolina del Norte en Chapel Hill.

## Algunas publicaciones
- 1980. 12. Clitoria. Ann. of the Missouri Botanical Garden 67. Ed. Missouri Botanical Garden, 12 pp.

- 1977. Monograph of the Genus Clitoria (Leguminosae: Glycineae).. Ed. University of Florida. 2104 pp.

- La abreviatura «Fantz» se emplea para indicar a Paul R. Fantz como autoridad en la descripción y clasificación científica de los vegetales.[1]